# 赵九章
趙九章（1907年10月15日—1968年10月26日），河南开封人，祖籍浙江吴兴。中國地球物理學家和氣象學家。中国气象科学从定性描叙走向数值预报的先驱，把数学、物理引入中国气象学的第一人。 中国地球物理和空间物理的开拓者，人造卫星事业的倡导者、组织者和奠基人之一。 1968年10月26日，赵九章在文化大革命期间被迫害、自杀身亡，在拨乱反正期间获得平反，1999年被中国政府追认为“两弹一星元勋”。

## 生平
早年就读于河南留学欧美预备学校，1925-1927年就读于浙江公立专门学校(后为浙江大学工学院)电机系。1933年自清華大學物理系畢業，1935年赴德國，1938年獲柏林大學博士學位。曾任西南聯合大學教授。1944年经国立浙江大学校长竺可桢教授推荐，主持中央研究院气象研究所工作。
中華人民共和國成立後任中國科學院地球物理研究所所長，“651”衛星設計院院長。1955年成为中国科学院首批学部委员。1958年参与创建中国科学技术大学，兼任地球物理系主任。
主持制定了中国第一颗人造卫星东方红一号的研制方案计划和卫星系列规划设想，并与钱骥一起领导了卫星各系统的设计和研制工作。“文革”期間受到造反派迫害，1968年10月25日（也有11日）在北京中關村15樓服安眠藥自殺。1999年被追认為兩彈一星元勳之一。

## 家庭
- 妻子~吳岫霞（1911年2月15日－？）：1925年趙九章考進浙江工专电机系，結識富家女進步女青年吳岫霞；1934年10月趙九章考取清華公費留學後，與吳岫霞結婚。[10]
- 大女兒~趙燕曾（1934年5月22日－2022年7月1日）：生于北平，1955年考入北京大学物理系，1961年毕业后分配到中国科学院地球物理研究所工作。[11]
  - 女婿~陈章昭
- 小女兒~趙理曾（1942年2月10日－）：
  - 女婿~張肇西（1940年7月－）：趙理曾丈夫；中国粒子物理学家。中国科学院理论物理研究所研究员。生于广西，籍贯河北唐山。中学毕业于北京四中，1963年毕业于中国科学技术大学近代物理系。2011年当选为中国科学院院士。
    - 外孫~張捷（1968年8月－）：1992年7月本科畢業於中国科学技术大学半导体物理与器件专业；1993年11月碩士畢業於中国科学院高能物理研究所实习研究院；2003年1月10日創建北京量跃资本管理有限公司；兼任中国政法大学资本金融研究院交易学研究中心副主任、客座教授；張捷育有1兒張銘軒（2008年-），1女張景涵（2010年-）；